# Kaštelanski zaljev
Kaštelanski zaljev je zaljev na obali Jadranskog mora. Za njega još postoji i naziv Lintar.
Izrazito je zatvoren zaljev. Sa sjevera i sjeveroistoka je zatvoren glavnim kopnom, s južne strane ga zatvara Splitski poluotok, a sa zapada i jugozapada ga omeđuje trogirski otok i otok Čiovo.
Na obalama ovog zaljeva se nalaze sedam Kaštela, Solin, Split, Trogir, Vranjic, Arbanija, Slatine, Mastrinka, Divulje, Bijaći i Sveti Kajo, a do 7. stoljeća se tu nalazio i rimski grad Salona čiji se ostaci i danas vide pokraj Solina.
U zaljev se ulijeva rijeka Jadro (u Solinu) i potok Pantana (kod Trogira). U njemu se nalaze i brojni manji otoci, poput Školjića, Galije, Barbarinca te hridi Šilo.

## Vanjske poveznice
|  | Zajednički poslužitelj ima još gradiva o temi Kaštelanski zaljev |